# کاستلسیر
کاستلسیر (به اسپانیایی: Castellcir) یک منطقهٔ مسکونی در اسپانیا است که در موینس واقع شده‌است. کاستلسیر ۳۴٫۲ کیلومتر مربع مساحت دارد.